# Archeologia

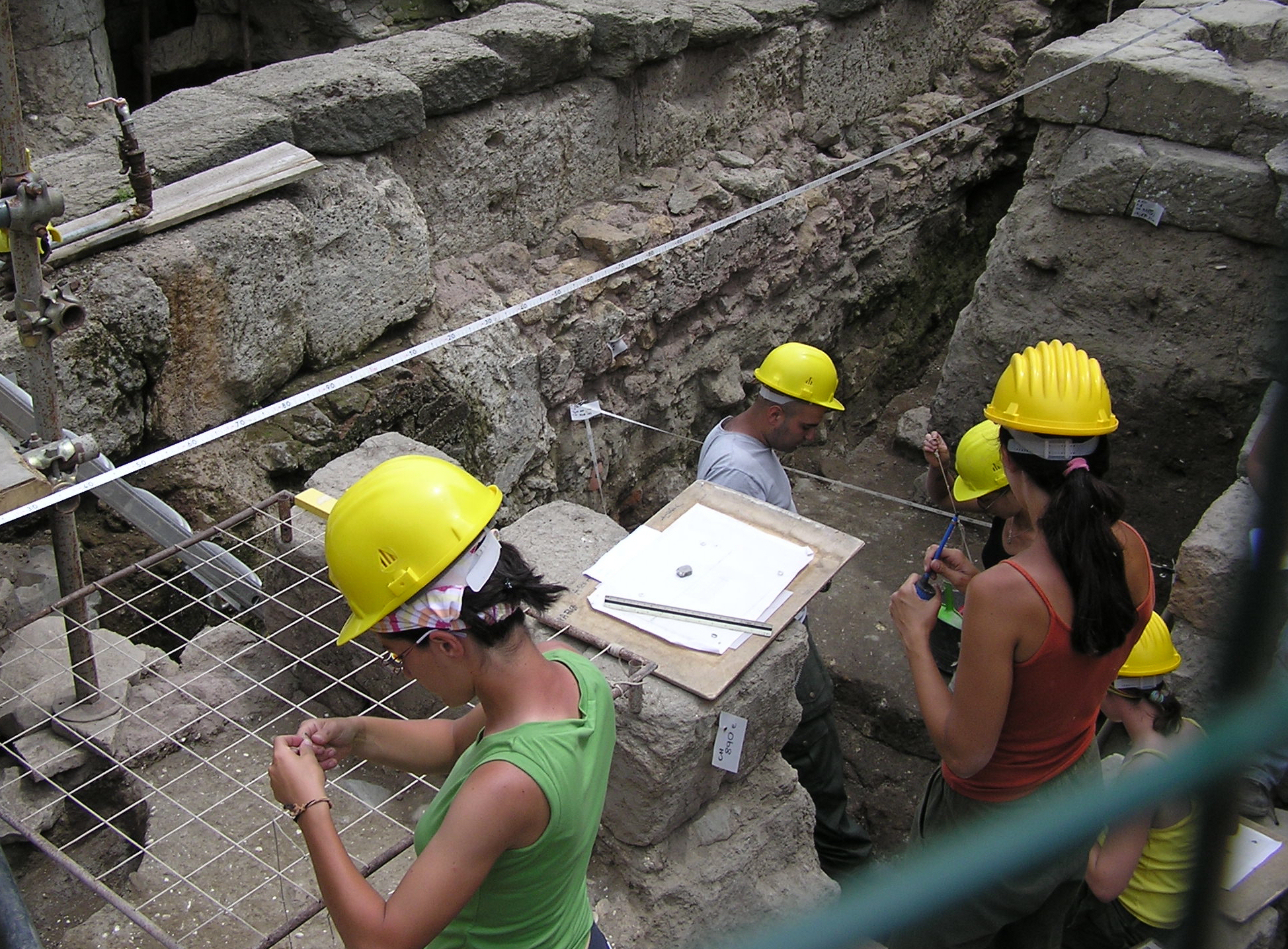
Uno scavo archeologico

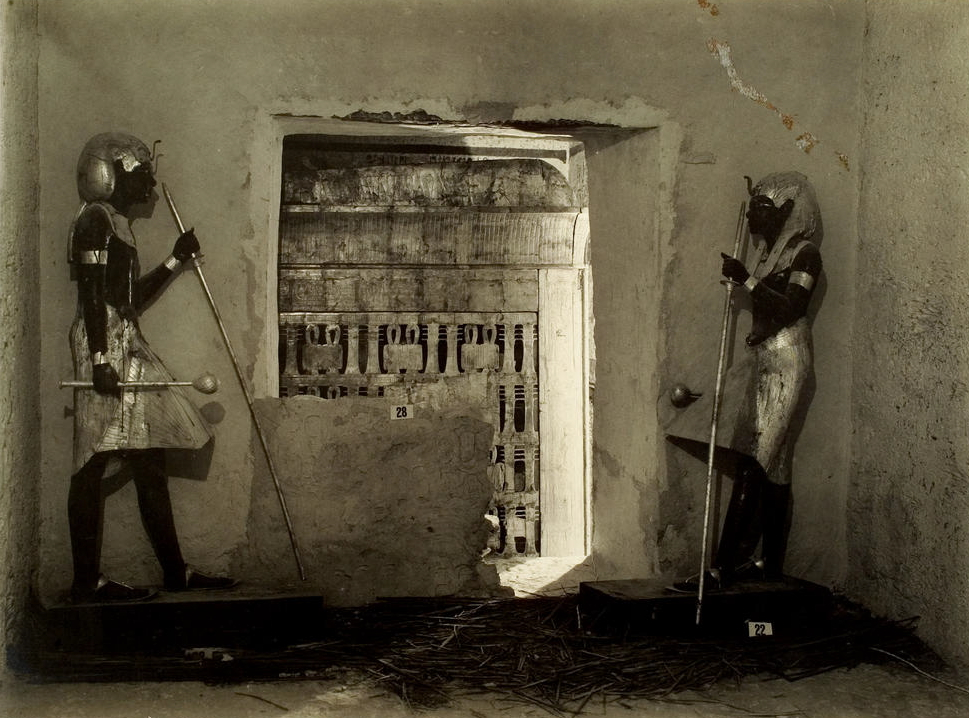
La tomba di Tutankhamon appena scoperta

L'archeologia (dal greco ἀρχαιολογία, composto dalle parole ἀρχαῖος, "antico", e λόγος, "discorso" o "studio") è la scienza che studia le civiltà e le culture umane del passato e le loro relazioni con l'ambiente circostante, mediante la raccolta, la documentazione e l'analisi delle tracce materiali che hanno lasciato i popoli antichi (architetture, manufatti, resti biologici e umani).

## Storia

### Premesse
Il termine era già utilizzato dagli storici antichi, nel suo senso letterale di "discorso sul passato". Fu il sovrano babilonese Nabonide il primo archeologo del mondo, dato che intrapese il primo scavo al mondo, anche se, ad onor del vero, poi non ne effettuò altri. Lo storico greco Tucidide utilizza in qualche caso le testimonianze materiali come prova per una ricostruzione del passato, ad esempio quando scrive che i Cari avrebbero abitato in passato le isole dell'Egeo in quanto a Delo erano state rinvenute dagli ateniesi molte tombe antiche con oggetti e tipo di sepoltura simili a quelli utilizzati ancora ai suoi tempi da quella popolazione.
Durante il Medioevo, e fino all'Età Moderna, gli antichi edifici classici erano regolarmente riutilizzati in base alle esigenze del presente; i cristiani e i musulmani, ad esempio,  modificarono molti templi pagani trasformandoli in chiese e moschee. Le rovine dei monumenti antichi venivano usate anche come cave di pietra, oppure le loro strutture erano utilizzate come base per costruire nuovi edifici, come fortezze o palazzi. Le vicende del Colosseo e del Teatro di Marcello sono particolarmente esemplificative di questi riutilizzi. Il caso del Pantheon mostra che in alcuni casi queste nuove funzioni hanno permesso agli edifici antichi di conservarsi sino al giorno d'oggi.

### Umanesimo: nascita dell'archeologia

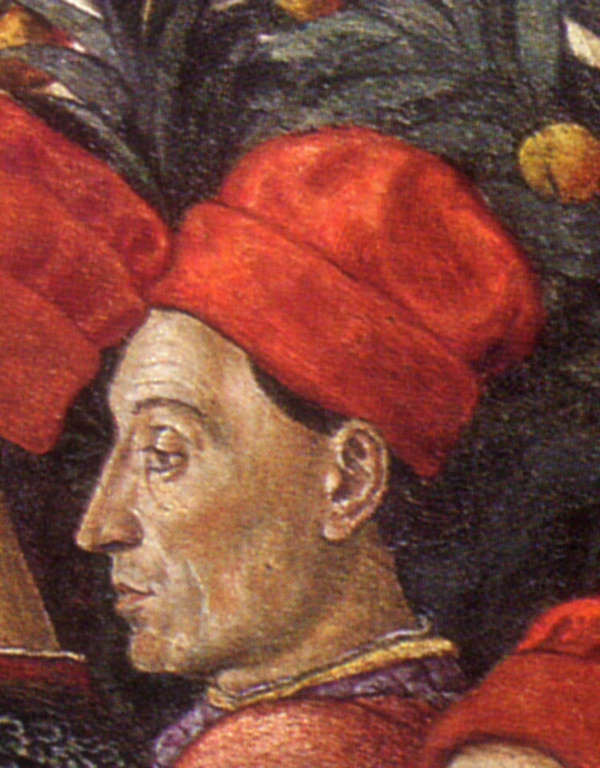
Ritratto di Ciriaco d'Ancona, nel Corteo dei Re Magi della Cappella di Palazzo Medici Riccardi di Firenze, opera di Benozzo Gozzoli.

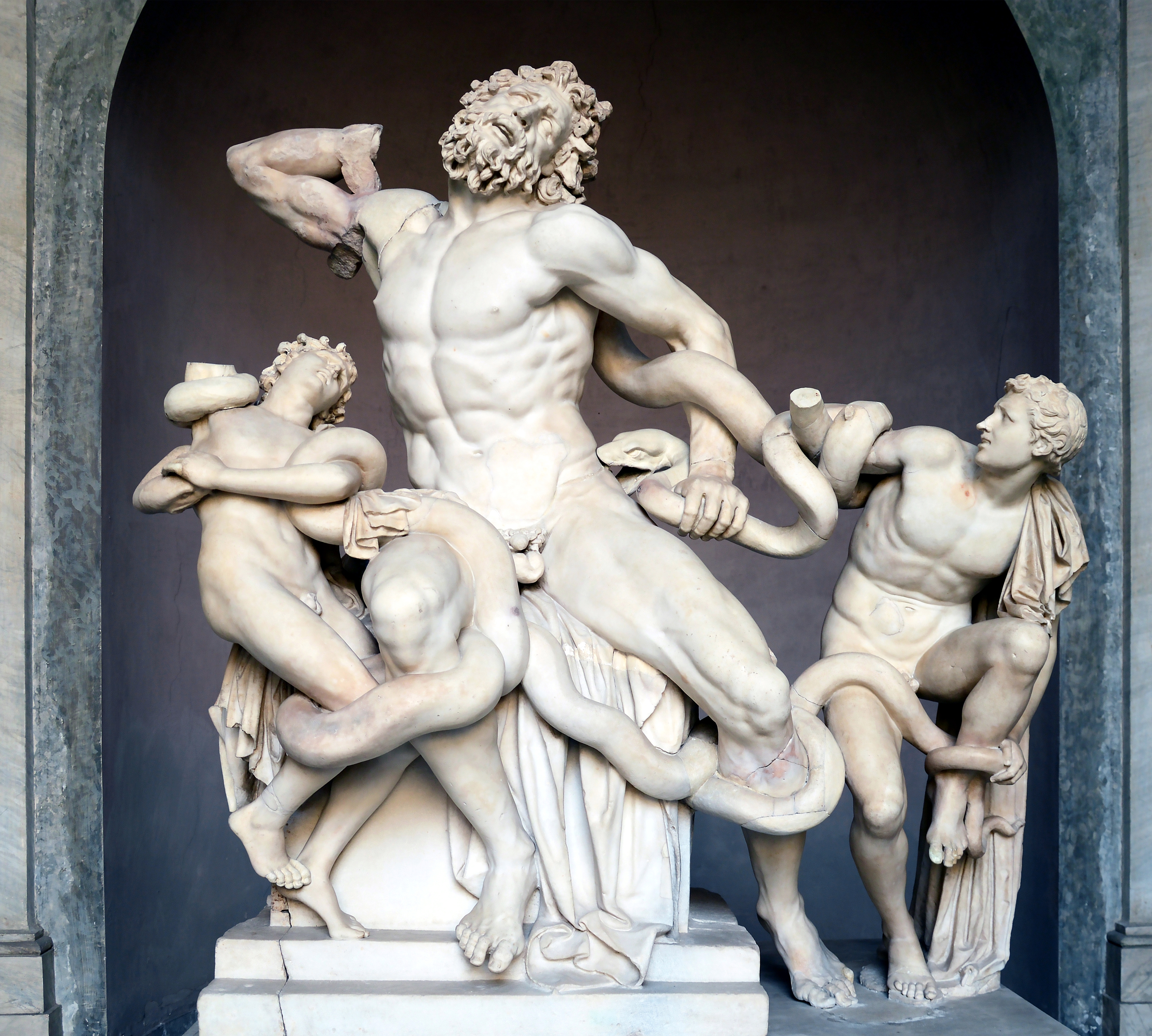
Gruppo del Laocoonte, scultura greca del I secolo, Musei Vaticani

Con l'Umanesimo si sviluppò un vivo interesse per il passato classico: non solo per gli antichi testi, che gli amanuensi medievali, con la loro opera assidua, avevano preservato dalla distruzione, ma anche per i monumenti. In particolare, Flavio Biondo pubblicò tre guide documentate e sistematiche alle rovine dell'antica Roma, che gli diedero gran fama e che alcuni considerano un inizio dell'archeologia moderna. Tuttavia gli antichi edifici e gli oggetti che casualmente si ritrovavano, non erano ancora utilizzati ai fini di una ricostruzione storica, che si basava, invece, quasi esclusivamente sulle fonti scritte, ma erano valutati soprattutto da un punto vista estetico.
Con Ciriaco d'Ancona (o Ciriaco Pizzecolli), considerato internazionalmente il fondatore in senso generale dell'archeologia le cose sono diverse. Egli fu un umanista, ma anche un viaggiatore e gli stessi suoi contemporanei lo chiamavano pater antiquitatis, cioè "padre delle antichità", per il fatto che la sua ricerca incessante di testimonianze del mondo antico non era dettata da semplice curiosità, ma era invece finalizzata a "riportare in vita" (come lui stesso diceva) il passato romano e greco.
Fu lui il primo ad utilizzare i testi della classicità per ricercare le testimonianze del passato nei luoghi citati dagli antichi autori. In questo modo poté documentare che il Partenone di Atene esisteva ancora: fu il primo ad identificarlo, chiamandolo con il suo nome e non "chiesa di santa Maria", e a riconoscerne le opere dello scultore Fidia, partendo dalla descrizione di Pausania. Grazie ai suoi viaggi, portò a conoscenza dei suoi lettori anche del Santuario di Delfi, dei geroglifici, delle piramidi egiziane e di molti altri siti archeologici, che incessantemente visitava, accompagnando le relazioni scritte a schizzi grafici. Per questi motivi, Ciriaco d'Ancona è ancor oggi detto padre dell'archeologia. Leggendo i suoi testi, possiamo sapere direttamente dalle sue parole ciò che lo animava:
(Ciriaco d'Ancona)
Significativo è anche l'elogio all'archeologia che ci ha lasciato Ciriaco:
(Ciriaco D'Ancona)

### Rinascimento: nascita delle prime collezioni archeologiche
Nel Rinascimento nacquero le prime collezioni archeologiche, la principale delle quali furono i Musei Vaticani. Esse costituirono un riferimento per tutti i successivi studiosi. La raccolta vaticana prese inizio dal ritrovamento casuale del Gruppo del Laocoonte in una vigna sul colle Oppio. In effetti, per secoli gli oggetti raccolti nelle collezioni saranno prevalentemente frutto di ritrovamenti casuali.
Altra scoperta archeologica che segnò l'epoca fu quella della Domus aurea, l'antico palazzo di Nerone. Anche in questo caso si trattò di un ritrovamento casuale, capitato però in un'epoca in cui la comunità artistica era avida di conoscere l'arte antica: ben presto i giovani artisti romani presero a farsi calare su assi appese a corde per poter vedere loro stessi le antiche pitture. L'effetto di queste esplorazioni furono d'ispirazione per l'intero Rinascimento. Tra gli artisti che visitarono la Domus aurea ci furono Pinturicchio, Raffaello e Michelangelo.
In quest'epoca vennero inoltre pubblicati ampi cataloghi di monumenti ed oggetti antichi illustrati da incisioni su rame. Fra di essi L'Antiquité expliquée et représentée en figures di Bernard de Montfaucon rimase per un secolo l'opera di riferimento.

### Seicento: nascita dell'archeologia della Preistoria
Sino al Rinascimento, l'interesse per le testimonianze del passato era limitata al periodo classico. Successivamente, anche i resti preistorici furono oggetto di studio e di ricerca, ad opera di studiosi come Michele Mercati e Nicolas Mahudel, che iniziarono ad interessarsi alle cosiddette "pietre di fulmine" o ceraunia, ovvero i reperti preistorici in pietra, che venivano man mano rinvenuti casualmente e di cui si faticava a comprendere l'origine.
In particolare, Nicolas Mahudel  propose per la prima volta la successione delle Età della pietra, del bronzo e del ferro. Analogamente Bernard de Montfaucon pubblicò nel suo Les monuments de la monarchie française riproduzioni di monumenti megalitici accanto a quelle delle rovine classiche e dei monumenti medievali.

### Settecento: i primi scavi archeologici sistematici

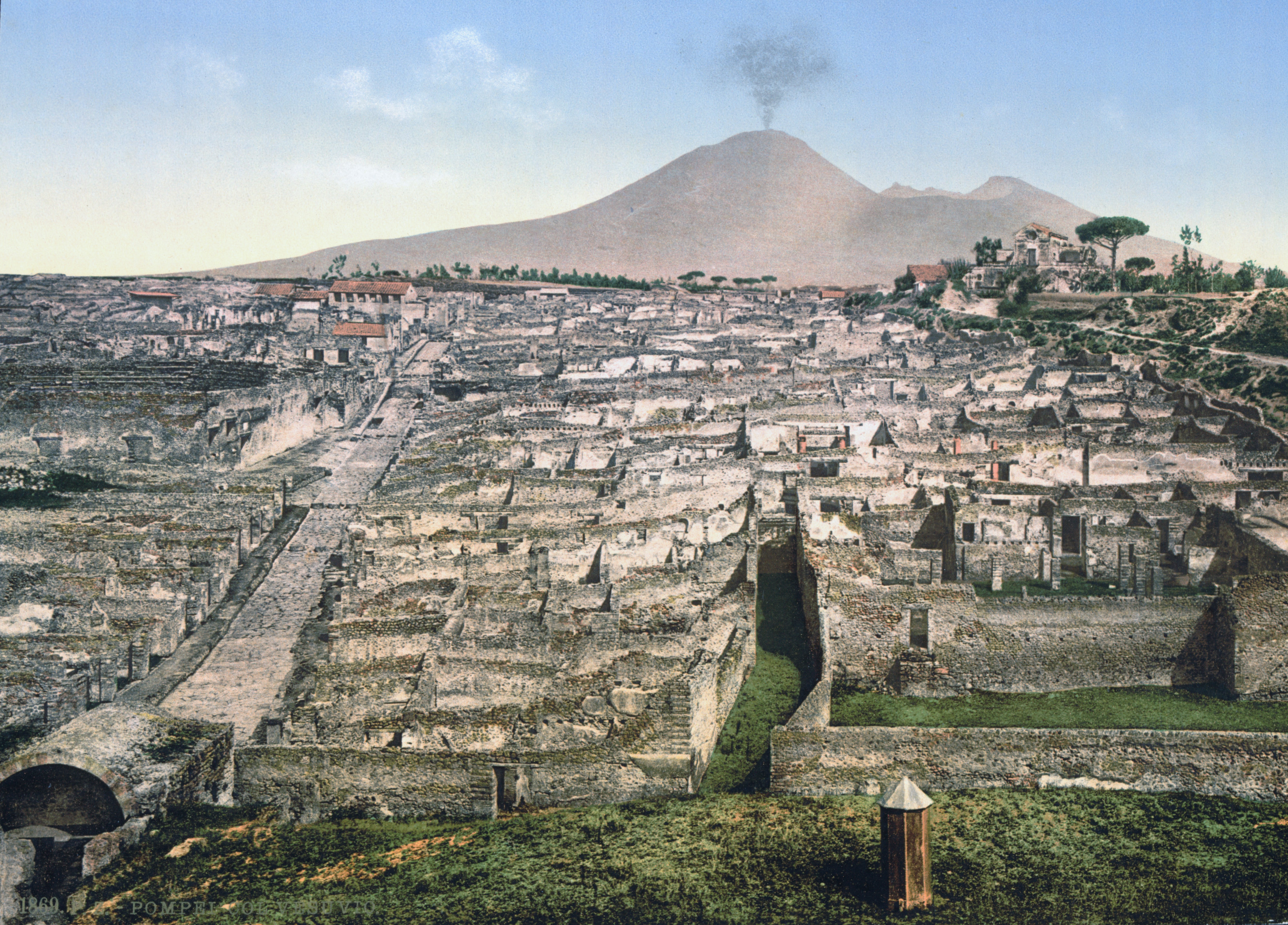
Pompei ed il Vesuvio nel 1900

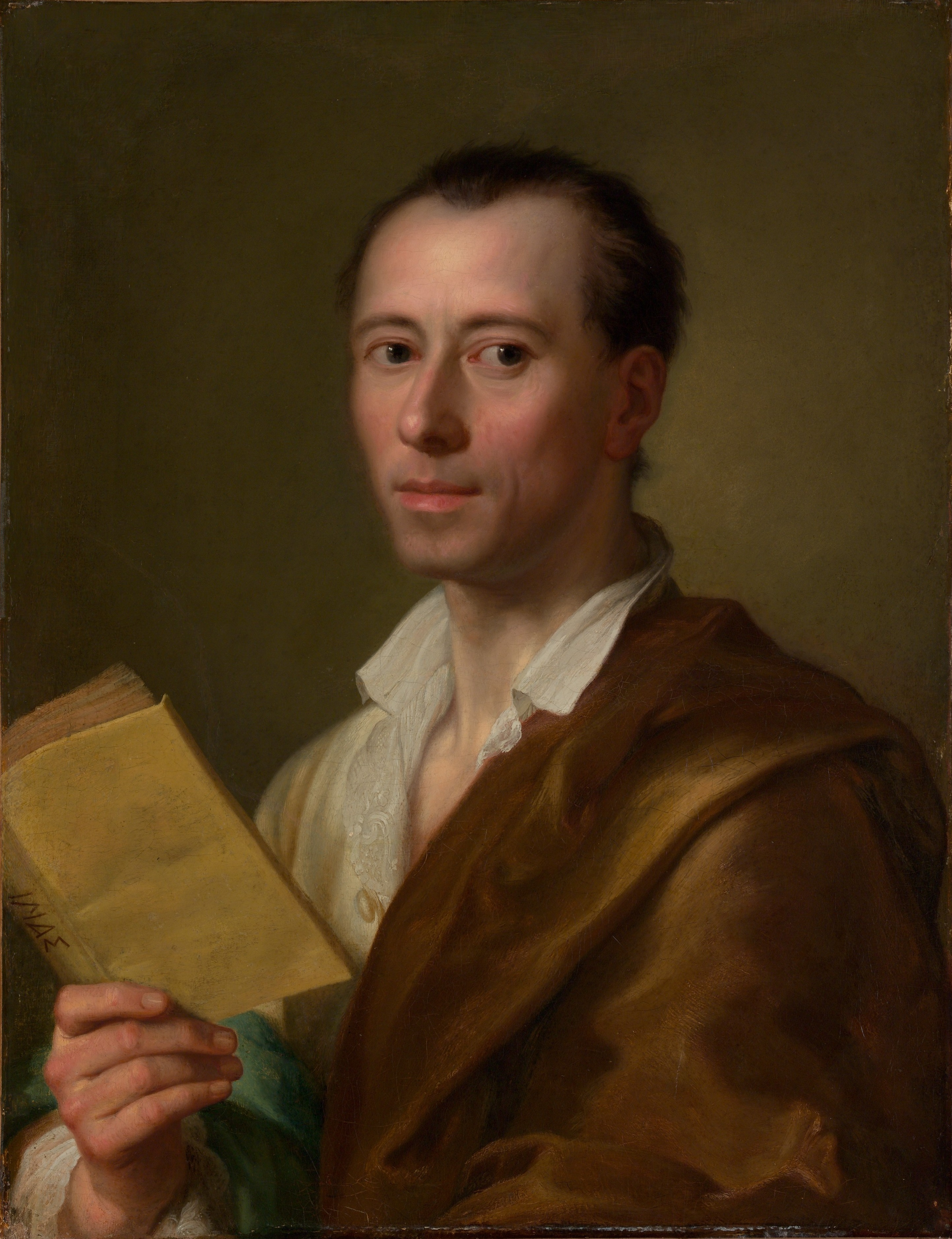
Ritratto di Winckelmann, di Raphael Mengs

Nel 1748 iniziarono le prime campagne di scavo regolari, prima ad Ercolano e poi a Pompei, promosse dal neonato Regno delle Due Sicilie. La scoperta di città quasi intatte, complete degli oggetti della vita quotidiana e addirittura delle sagome dei corpi umani, ebbe eco in tutta Europa.
Agli scavi di Ercolano aveva dedicato la sua prima opera anche Johann Joachim Winckelmann, ritenuto l'iniziatore degli studi archeologici moderni, grazie alla pubblicazione, nel 1764, di Geschichte der Kunst des Altertums (in italiano Storia delle arti del disegno presso gli antichi), nella quale, per la prima volta, le opere d'arte greco-romane vennero inserite nel loro contesto storico attraverso una periodizzazione degli stili artistici.
L'archeologia era ancora principalmente finalizzata allo studio della storia dell'arte greco-romana, e fortemente influenzata dalle concezioni estetiche neoclassiche, secondo cui le opere di tale periodo rappresentavano il modello della bellezza ideale.
In questa fase nacque un nuovo tipo di istituzione per coordinare l'attività archeologica, l'accademia: principalmente l'Accademia Etrusca di Cortona, l'Accademia Ercolanense e la Pontificia Accademia Romana di Archeologia.

### Le innovazioni del XIX secolo
Maggiori scoperte

Sophia Schliemann indossa i gioielli scoperti ad Hissarlik.

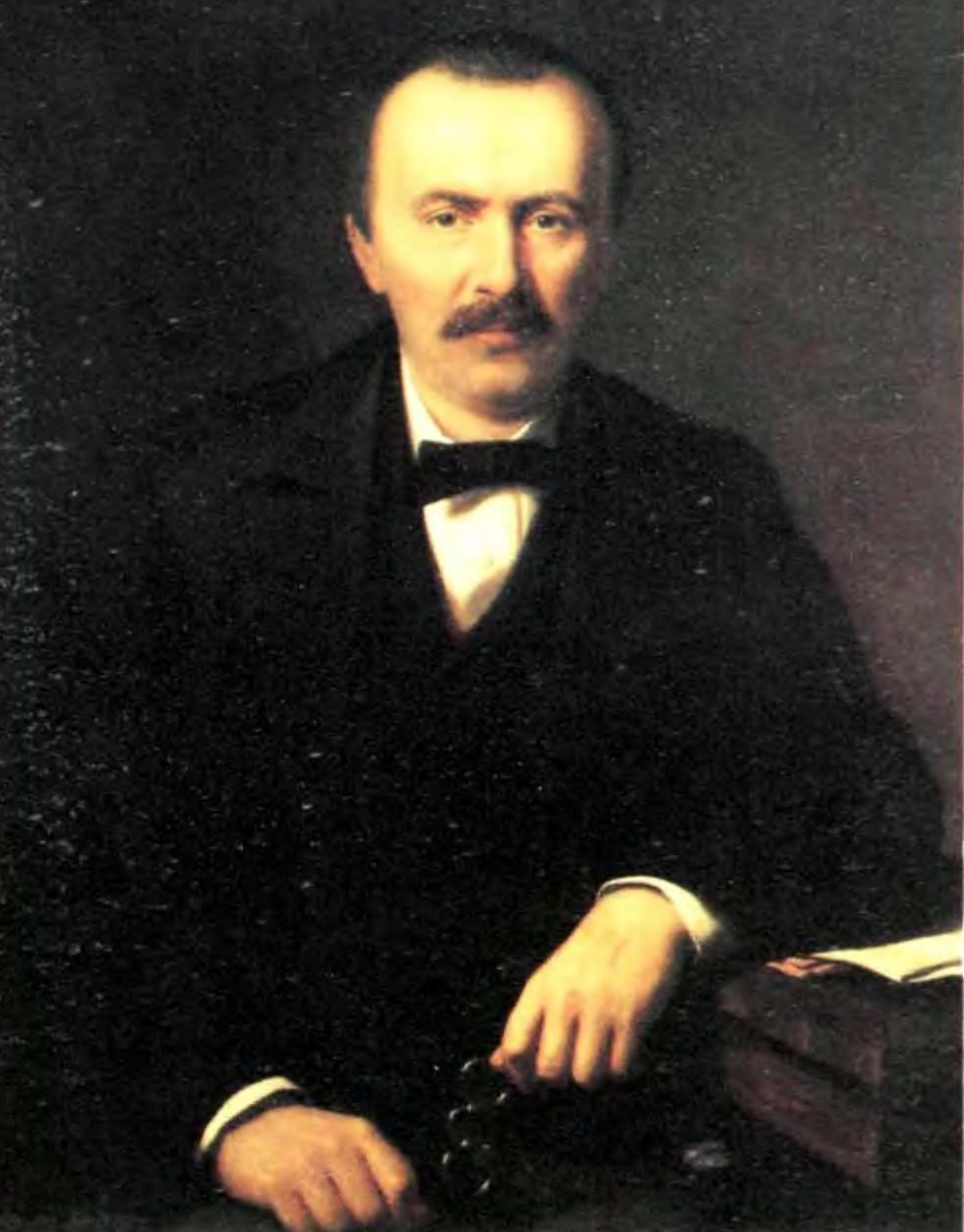
Heinrich Schliemann, lo scopritore della città di Troia (1872) e di Micene (1879)

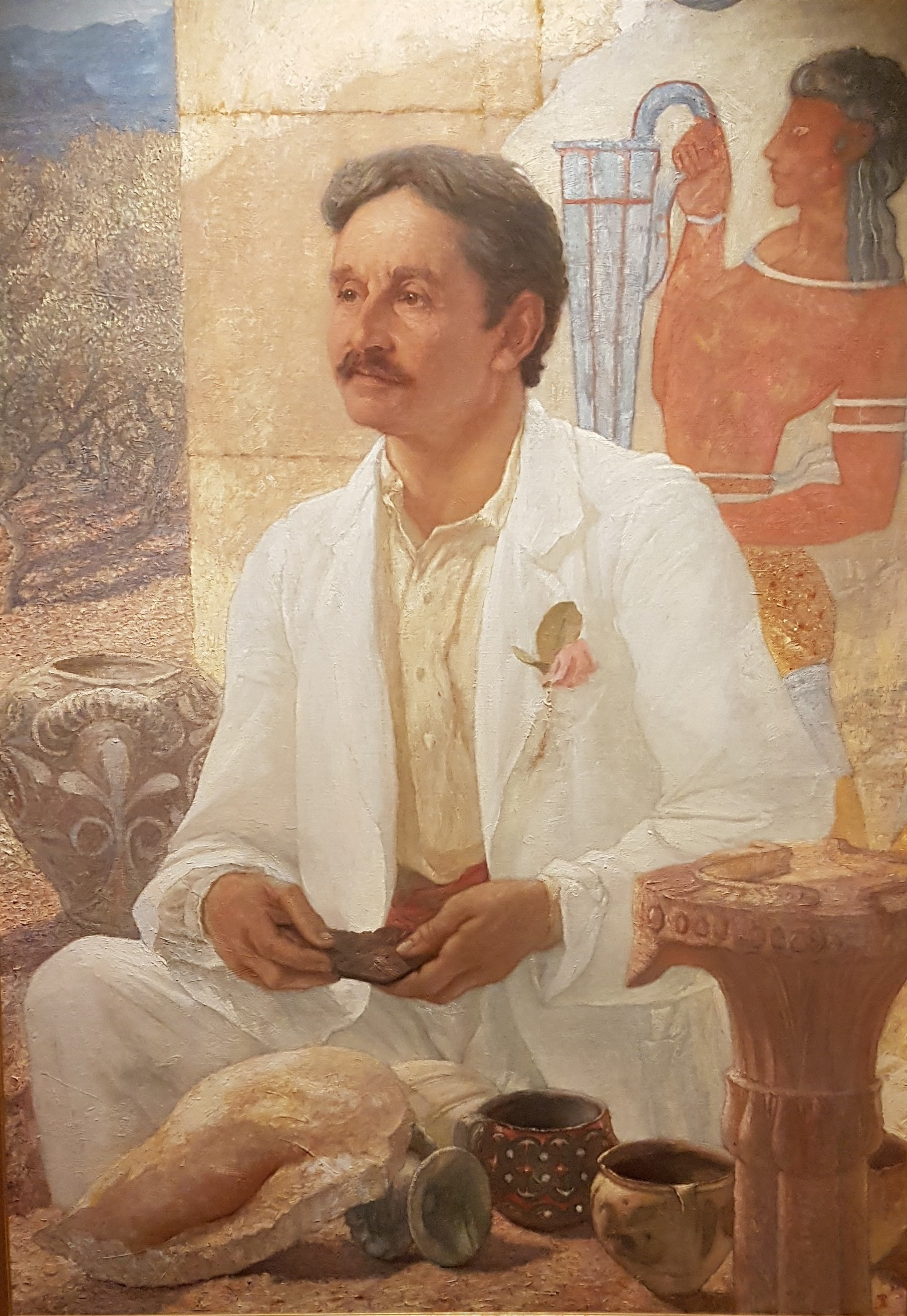
Arthur Evans, noto per gli scavi che compi a Cnosso

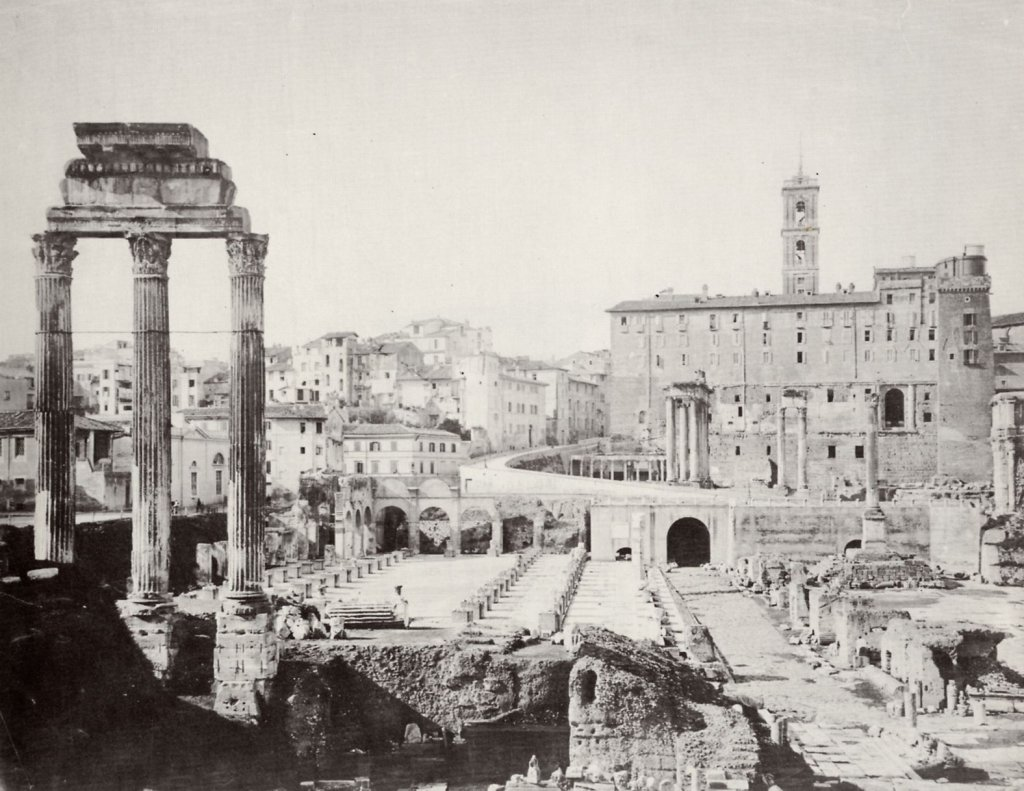
Il Foro Romano nel 1880.

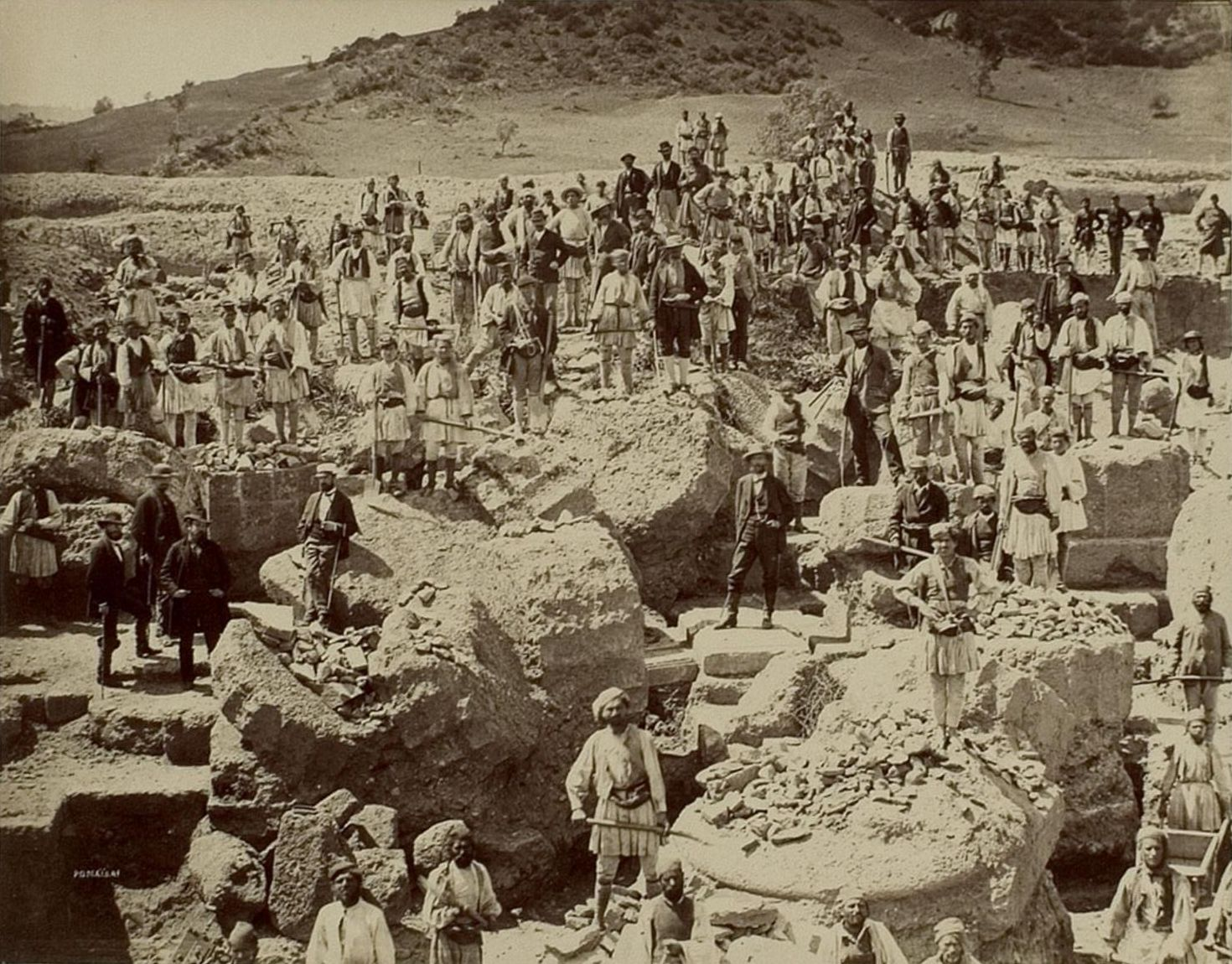
Scavi della missione archeologica tedesca a Olimpia in Grecia (1875-1881).

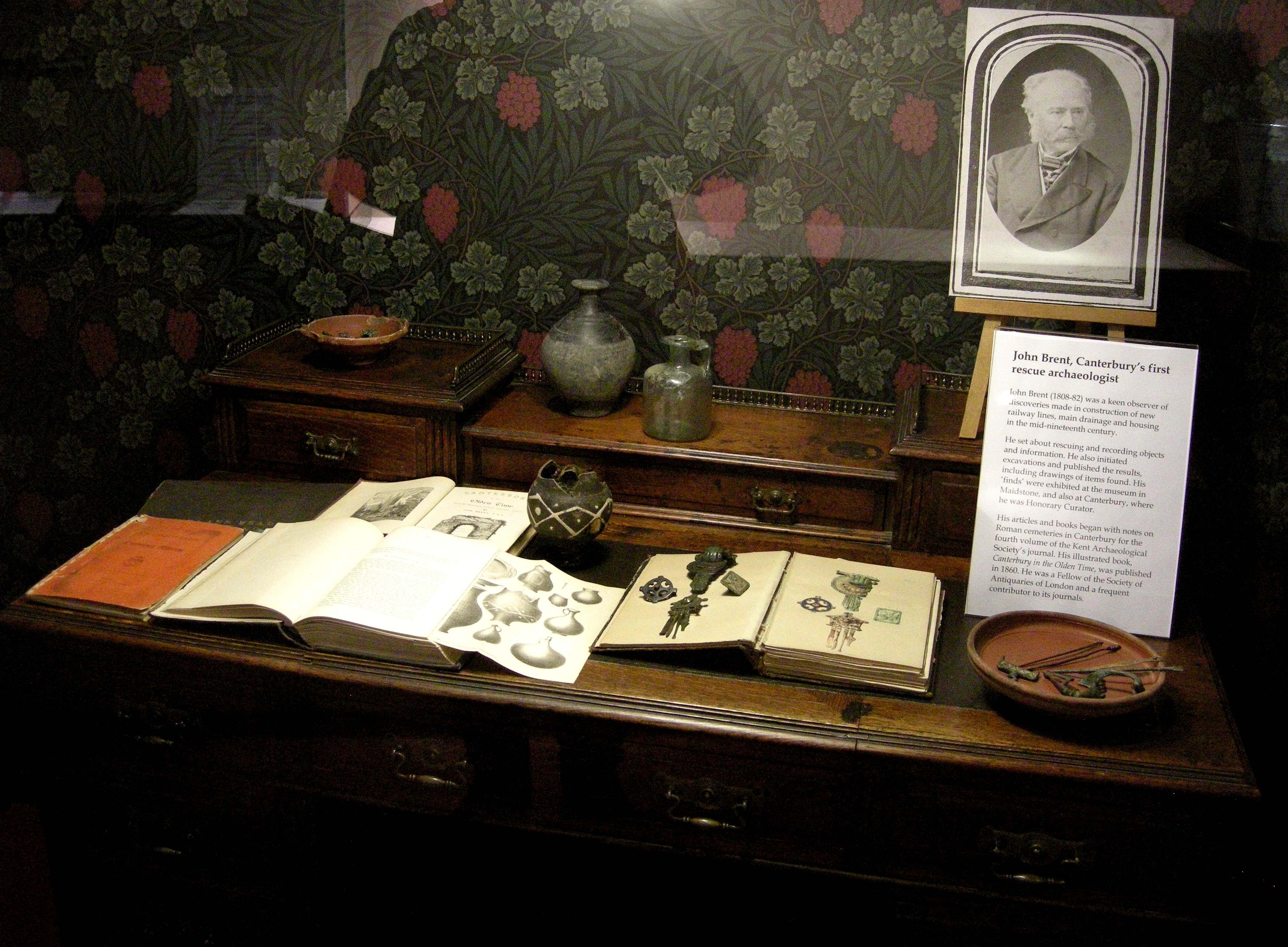
Lo studio di un archeologo ottocentesco.

A partire dall'inizio del XIX secolo furono organizzate delle vere spedizioni archeologiche, con Giovanni Battista Belzoni e Karl Richard Lepsius in Egitto dove la scrittura geroglifica era stata decifrata da Jean-François Champollion, con Paul Émile Botta, Austen Henry Layard e Robert Koldewey in Mesopotamia, con la decifrazione della scrittura cuneiforme ad opera di Georg Friedrich Grotefend, fino alla celeberrima riscoperta di Troia da parte di Heinrich Schliemann nel 1873 e agli scavi di Cnosso di Arthur Evans nel 1900.
Archeologia cristiana
In questo periodo si sviluppò anche l'archeologia cristiana, legata alla scoperta delle catacombe di Roma e interessata prevalentemente ai fenomeni storico-artistici. Nel 1816 la ricostituzione per volere di papa Pio VII della Pontificia accademia romana di archeologia sancì l'uso del termine "archeologia" come studio dei monumenti, distinta dallo studio dei testi scritti.
Archeologia preistorica
Contemporaneamente, grazie ai sempre maggiori rinvenimenti di utensili in pietra, spesso associati ad ossa di animali od ominidi estinti, entrarono nella loro fase matura anche gli studi sulla Preistoria: Christian Thomsen utilizzò per l'ordinamento dei materiali del Nationalmuseet ("museo nazionale" danese, fondato nel 1807), la periodizzazione delle Età della pietra, del bronzo e del ferro, già proposta da Nicolas Mahudel, sancendone definitivamente la validità.
Gli studi sulle culture preistoriche, che non potevano avvalersi di fonti scritte, ma solo dei dati materiali ("cultura materiale"), e di quelle protostoriche, che avevano a disposizione solo scarsi testi, rivalutarono l'importanza degli oggetti come testimonianze del passato, indipendentemente dalla loro eventuale qualità artistica. L'archeologia assunse dunque, e in particolare nei paesi anglosassoni, un aspetto sempre più storico-antropologico, al posto dell'iniziale orientamento storico-artistico.
Documentazione degli scavi
In Italia, a partire dalla seconda metà del XIX secolo il paletnologo Luigi Pigorini recuperava sistematicamente tutti gli oggetti rinvenuti e curava l'esecuzione dello scavo e l'analisi dei dati che questo forniva. La documentazione del ritrovamento di ciascun oggetto divenne sistematica anche nella prosecuzione degli scavi di Pompei, ad opera di Giuseppe Fiorelli e Amedeo Maiuri.
Ci si cominciò infine ad interessare prima alle architetture e quindi ai siti e ai materiali di epoca medioevale, con veri e propri scavi archeologici soprattutto in Gran Bretagna e nei paesi scandinavi, in collegamento con lo sviluppo di un interesse per le origini nazionali, portando alla creazione della disciplina dell'archeologia medioevale. In quest'ambito il generale inglese Augustus Pitt Rivers si dedicò tra il 1881 e il 1896 alla ricerca di villaggi e necropoli, registrando in modo estremamente accurato tutti i dati dei ritrovamenti.
Metodo stratigrafico
Durante il XIX secolo si svilupparono la stratigrafia e la cronologia relativa. Questi metodi erano nati nell'ambito della geologia e della paleontologia ad opera di studiosi come William Smith, James Hutton e Charles Lyell. Perciò l'applicazione della stratigrafia all'archeologia si diffuse a partire dall'archeologia preistorica.
Negli anni Trenta e Quaranta dell'Ottocento archeologi come Jacques Boucher de Crèvecœur de Perthes e Christian Jürgensen Thomsen datarono gli oggetti prodotti dall'uomo sulla base delle ossa di animali estinti ritrovate nello stesso sito o nello stesso strato.
Tuttavia, la stratigrafia ottenne risalto e popolarità soprattutto con gli scavi di Hissarlik, il sito dell'antica Troia, condotti da Heinrich Schliemann, Wilhelm Dörpfeld e Carl Blegen a partire dal 1871. Questi studiosi individuarono ben nove città distinte, costruite una sopra l'altra, dalla Preistoria all'età Ellenistica.
A Roma i primi scavi stratigrafici del Foro Romano furono condotti negli anni tra il 1898 e il 1925 da Giacomo Boni, mentre Rodolfo Lanciani documentava la grande quantità di ritrovamenti casuali e di scavi "di recupero" che avvenivano parallelamente alle costruzioni per Roma, che da poco aveva assunto il ruolo di capitale italiana e si stava espandendo notevolmente. Successivamente il progetto di riscoprire i Fori imperiali, già iniziato in epoca napoleonica, fu portato a termine durante il ventennio fascista, anche per esigenze propagandistiche; il progetto e la sistemazione dell'area archeologica furono affidati a Corrado Ricci. Nino Lamboglia e Luigi Bernabò Brea, intanto, affinavano il metodo stratigrafico.

### Gli sviluppi del XX secolo

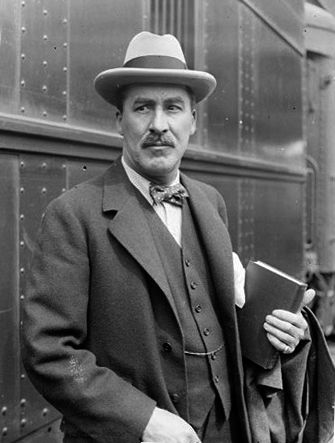
Howard Carter, lo scopritore della tomba di Tutankhamon

Nel 1922 l'archeologo inglese Howard Carter compì quella che è considerata la più celebre scoperta archeologica del XX secolo: quella della Tomba di Tutankhamon.
Nei primi anni del XX secolo l'egittologo William Flinders Petrie sviluppò il concetto di seriazione, che permise una datazione precisa degli oggetti ben prima che fossero disponibili i moderni metodi basati sugli isotopi radioattivi, i quali, peraltro, hanno confermato la cronologia indicata da Petrie. Egli fu anche un pioniere nella catalogazione minuziosa dei reperti, anche di quelli tradizionalmente ritenuti poco rilevanti.
Alois Riegl, appartenente alla "scuola viennese", pubblicò nel 1901 lo studio sull'Industria artistica tardoromana, nel quale si asseriva la necessità di giudicare l'opera d'arte in rapporto alle concezioni dell'epoca in cui è stata realizzata e non in rapporto ad un astratto modello ideale. Questa storicizzazione permise una rivalutazione dell'arte romana rispetto a quella greca e pose le basi per l'allargamento degli studi alle civiltà artistiche estranee al mondo classico. 
Negli anni venti del Novecento l'archeologia si professionalizza. Infatti in quest'epoca vengono fondate le prime cattedre di archeologia nelle università europee ed americane. La necessità di una corretta raccolta dei dati portò nel XX secolo alla codificazione del metodo stratigrafico. Il sistema dello "scavo per quadrati", fu elaborato dall'archeologo inglese Mortimer Wheeler tra gli anni venti e cinquanta mentre quello "per grandi aree" fu descritto da Edward Harris alla fine degli anni settanta.
Lo scavo delle zone cittadine bombardate e distrutte durante la Seconda guerra mondiale, in occasione delle ricostruzioni permise di elaborare inoltre gli specifici metodi di indagine dell'archeologia urbana, legata spesso a scavi di emergenza e costretta ad operare quindi con tempi limitati in contesti stratigrafici estremamente complessi. Negli anni sessanta si sviluppò, in particolare negli Stati Uniti la cosiddetta archeologia processuale o "nuova archeologia" ("processual archaeology" o "new archaeology", soprattutto in ambito preistorico e protostorico), che ambiva a collocare l'archeologia tra le scienze esatte attraverso l'elaborazione di un metodo completamente nuovo, che partisse da ipotesi teoriche sui grandi processi culturali, da verificare quindi attraverso metodi scientifici (lo scavo).
Si tendeva a ricollegare l'archeologia all'antropologia, come studio dei fenomeni culturali, staccandola invece dalla storia e dalla ricostruzione storica delle diverse culture umane. Si criticava in modo particolare la tendenza degli archeologi "tradizionali" a limitarsi alla pura e semplice raccolta di manufatti e il loro mero inserimento in serie cronologiche e la mancanza di una riflessione metodologica e sugli scopi della disciplina. Il ruolo centrale era riconosciuto ai "processi culturali" che costituivano comportamenti umani fondamentali. Nell'attività archeologica queste premesse teoriche si traducevano in una nuova attenzione rivolta ai modelli di insediamento e di rapporto con l'ambiente.
La successiva archeologia post-processuale, sviluppatasi in Gran Bretagna criticava in particolare la possibilità di un'osservazione oggettiva e asettica dei fenomeni culturali e quindi la pretesa di raggiungere una scientificità astratta poco coerente con le specificità della ricerca archeologica. Nell'archeologia italiana e mediterranea la nuova archeologia ha avuto scarso seguito, anche a causa della mancanza di una prospettiva storica e del meccanicismo dei processi culturali, intesi come inevitabili adattamenti delle culture alle trasformazioni ambientali.
Thor Heyerdahl nel 1947 attraversò l'Oceano Pacifico dal Sudamerica alla Polinesia sulla zattera Kon-Tiki. Può essere considerato il fondatore dell'archeologia sperimentale, che nei paesi anglosassoni è diventato uno dei più importanti ambiti dell'attività archeologica. Questo ramo dell'archeologia non è interessato all'oggetto in sé, bensì alle attività che gli stanno dietro, sia al modo in cui l'oggetto è stato prodotto, sia il modo in cui veniva utilizzato. Perciò tenta di verificare sperimentalmente, mettendole in pratica, le tecniche costruttive e di fabbricazione antiche, le caratteristiche dei manufatti ed edifici così prodotti, nonché l'uso degli stessi.

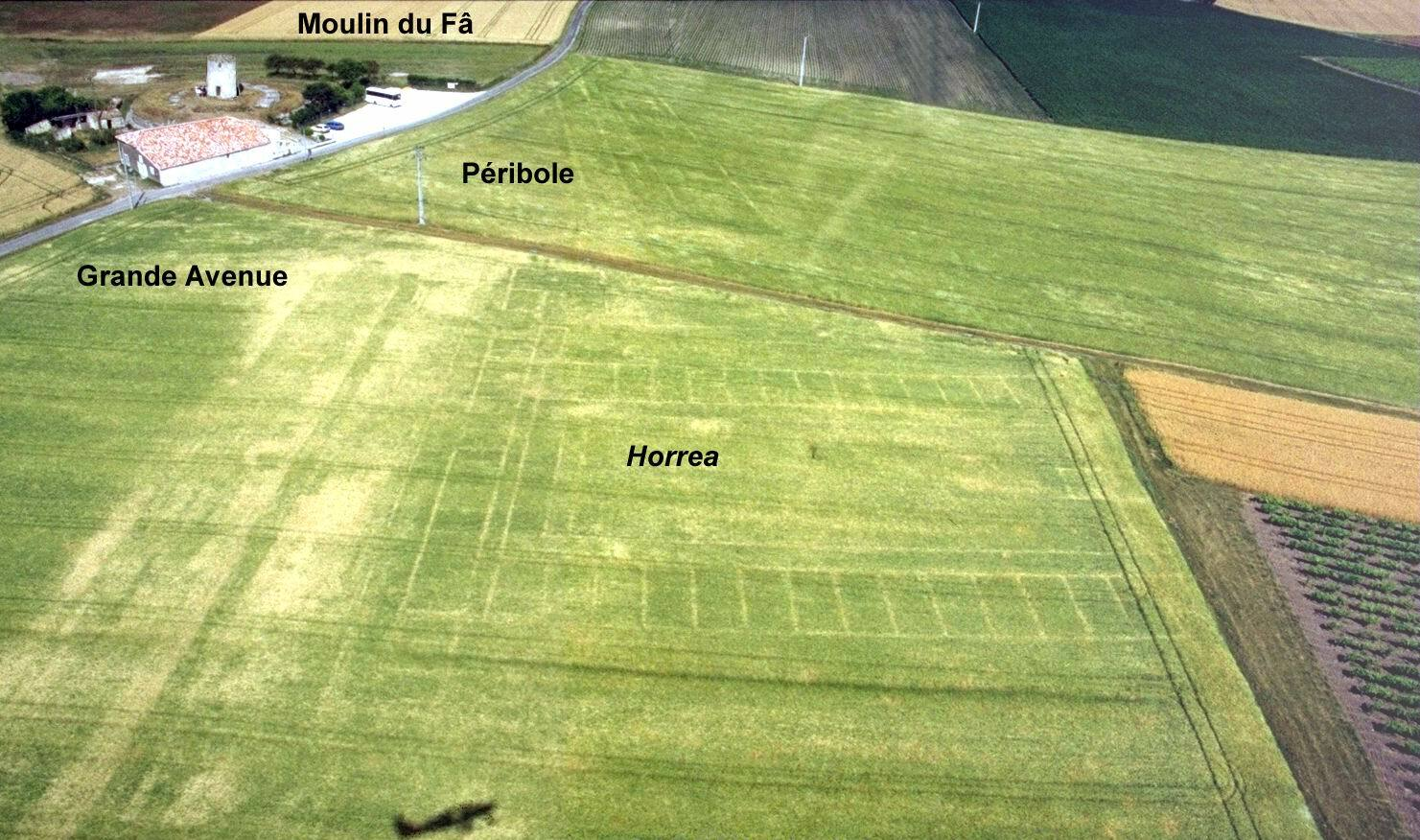
Archeologia aerea: fondamenta di edifici gallo-romani (tra cui perfettamente riconoscibile un grande Horreum).

La seconda metà del Novecento vide anche l'ingresso della tecnologia nell'archeologia. La maggiore innovazione è stata l'introduzione del metodo di datazione con il radiocarbonio, basata su una teoria sviluppata inizialmente dallo scienziato americano Willard Libby nel 1949. Nonostante i limiti (se confrontato con i metodi successivi è impreciso; può essere utilizzato solo con materiali organici; funziona solo con oggetti degli ultimi 10.000 anni), questa tecnica ha tuttavia portato ad una rivoluzione nell'archeologia e nel contributo che essa può dare alla storia. In particolare la datazione dei resti organici con gli isotopi dello stronzio ha permesso l'analisi delle migrazioni umane. Un altro ambito di applicazione della tecnica alla archeologia è stato lo sviluppo della fotografia aerea, che ha permesso l'individuazione di siti archeologici non facilmente rilevabili.
Il ritrovamento nel 1991 nel ghiacciaio del Similaun del corpo dell'uomo preistorico detto Ötzi ha aperto un terzo orizzonte, quello della genetica applicata all'archeologia. Le ricerche sul DNA hanno dimostrato che Ötzi appartiene a un aplogruppo K molto raro in Europa che dimostra la provenienza dei suoi antenati dal Vicino Oriente nel neolitico, a seguito della diffusione dell'agricoltura e dell'allevamento. Questo tipo di DNA si è conservato fino a oggi in regioni isolate, come Sardegna e Corsica. L'analisi genetica dei resti di uomini preistorici sta chiarendo molti aspetti delle migrazioni preistoriche.

## Descrizione

### Generalità
Venne definita in passato come scienza ausiliaria della storia, adatta a fornire documenti materiali per quei periodi non sufficientemente illuminati dalle fonti scritte. In alcuni paesi, e specialmente negli Stati Uniti d'America è stata sempre considerata come una delle quattro branche dell'antropologia (le altre tre sono l'etnologia, la linguistica e l'antropologia fisica), avente come obiettivo l'acquisizione di conoscenza delle culture umane attraverso lo studio delle loro manifestazioni materiali.
L'archeologia è convenzionalmente suddivisa in discipline a seconda del periodo o della cultura oggetto di studio (ad esempio archeologia classica o archeologia industriale o paletnologia), oppure a seconda di particolari tecniche di indagine (archeologia subacquea o archeologia sperimentale), o di specifiche problematiche (archeologia urbana, archeologia teorica), o ancora sulla base del tipo di materiale esaminato (numismatica o epigrafia). La nozione di scoperta archeologica si è evoluta con il progredire dei metodi di indagine: alla ricerca dell'oggetto raro, ma le sue scoperte sono divenute sempre meno dipendenti dal caso o dall'intuizione. I metodi archeologici sono indipendenti dall'epoca dei resti studiati e sono infatti stati applicati anche all'epoca successiva alla rivoluzione industriale (archeologia industriale) e persino come metodo di indagine sulle società contemporanee (per esempio con l'analisi dei rifiuti urbani).
La relazione della ricerca archeologica con l'antropologia culturale (e fisica), ha dato origine a vari approcci, tra essi contraddittori o complementari, secondo i punti di vista dei vari studiosi che si sono succeduti e tuttora si succedono nel dibattito archeo-metodologico e teorico, animato (se non iniziato) a partire dagli anni 1960, per l'esplicitazione di metodi e finalità della ricerca, e per migliorare la capacità dell'archeologia di spiegare e interpretare le società del passato (e del presente). Tra questi si contano l'archeologia processuale, l'archeologia post-processuale, l'archeologia marxista, la Gender Archaeology, l'archeologia neo-evoluzionista, l'archeologia cognitiva.

### Tecniche e metodi di indagine

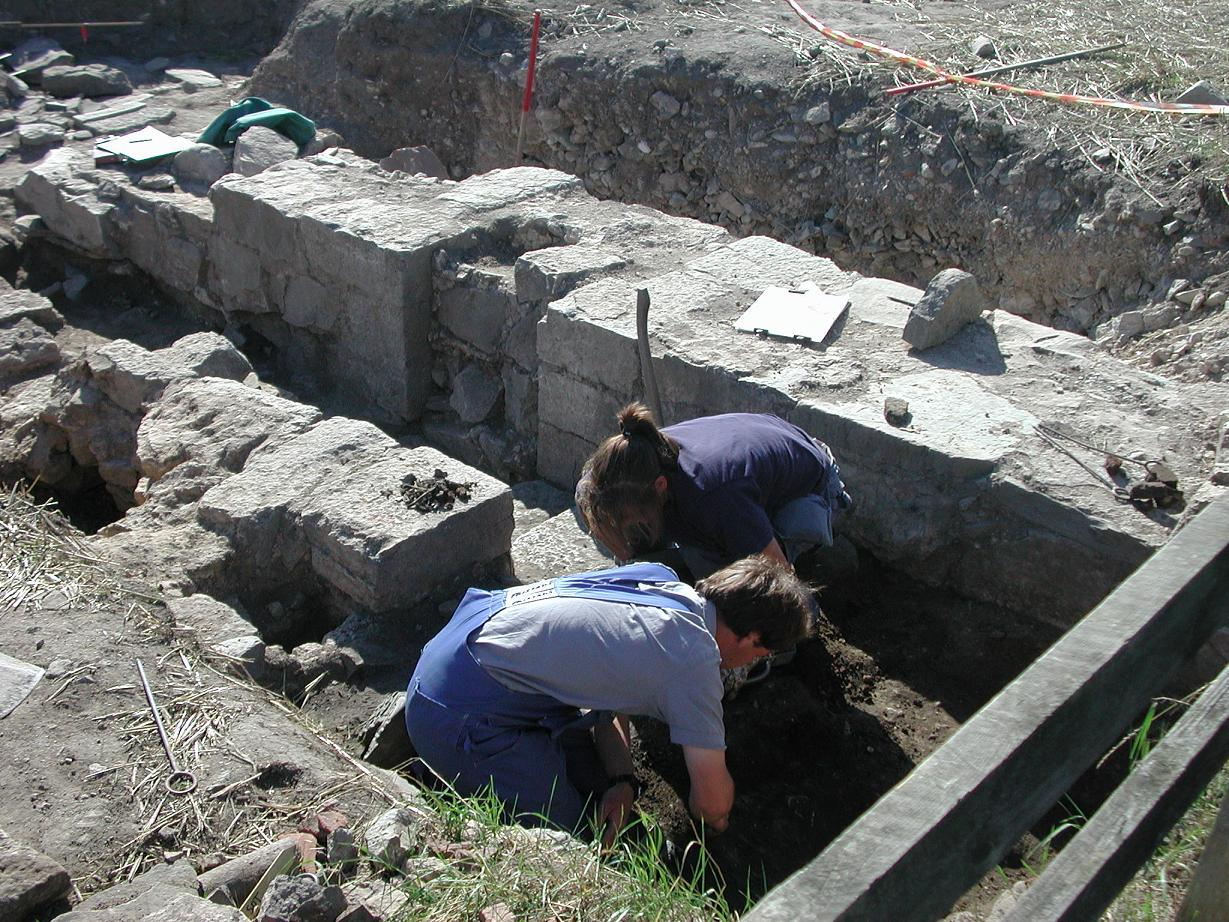
Archeologi al lavoro presso il monastero di Tommarp in Svezia.

La principale tecnica di indagine è quella dello scavo stratigrafico, che consente di rimuovere strati di terreno rispettando la successione cronologica e di documentare i materiali che vi sono deposti, collocandoli in una precisa sequenza cronologica relativa.
L'indagine archeologica può inoltre usufruire oggi di tecniche di rilevamento e di datazione o di analisi scientifiche elaborate da altre discipline.
L'esame del territorio, sia come ricerca preliminare ad uno scavo, per individuare la presenza di resti archeologici, sia per acquisire dati statistici generali sulla storia del territorio stesso, oltre che della tradizionale ricognizione archeologica di superficie (osservazione diretta) può avvalersi dell'interpretazione delle fotografie aeree e di prospezioni geofisiche (in particolare magnetometriche o con georadar). I sonar possono essere utilizzati in ambiente subacqueo, mentre sonde fotografiche sono state impiegate per esplorare preliminarmente cavità presenti nel terreno, quali tombe non ancora scavate.

### Metodi di datazione

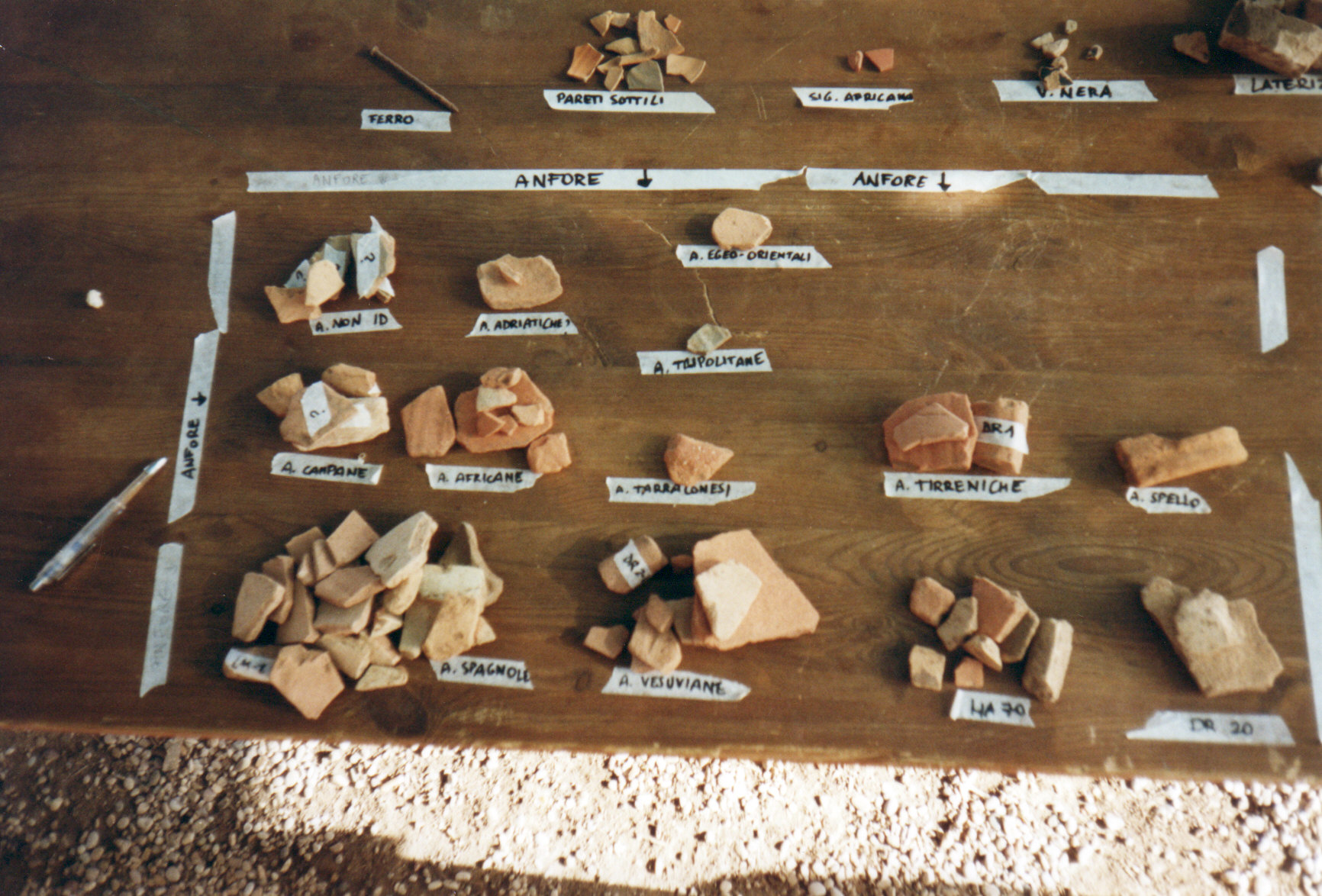
Alcuni frammenti di ceramica suddivisi per tipologia.

Lo studio dei materiali, sia di quelli raccolti nello scavo, sia quelli privi di contesto stratigrafico, ha gli scopi di comprenderne i modi di utilizzo e l'origine e di arrivare a una datazione.
Il primo modo per datare un oggetto in senso relativo è il suo inserimento nella sequenza stratigrafica. Tuttavia per gli oggetti rinvenuti in un momento in cui questa tecnica non era ancora stata elaborata, o comunque fuori contesto, si continua ancora ad utilizzare il confronto formale e stilistico con altri oggetti simili. A questo si aggiunge l'insieme delle tecniche scientifiche oggetto dell'archeometria.
Per ottenere datazioni assolute possono essere utilizzati il metodo del Carbonio 14 (o radiocarbonio) per i materiali organici (mentre altri metodi di datazione ai radioisotopi, quali quelli del potassio-argo (K-Ar), dell'uranio-torio-piombo e delle tracce di fissione dell'uranio 238, possono servire a datare le rocce e quindi i fossili o i resti di industria litica ad esse associate), la dendrocronologia per il legno, la termoluminescenza e l'archeomagnetismo, per ceramiche, laterizi e terre di fusione.
Possono aiutare nella datazione relativa di oggetti rinvenuti in uno stesso sito i metodi del FUN test o della racemizzazione degli amminoacidi, per le ossa, e quello dell'idratazione dell'ossidiana o del rapporto tra cationi (in ambienti aridi) per datare la lavorazione dell'ossidiana o della pietra in genere. Presso i ghiacciai un altro metodo è quello tramite il conteggio delle "varve", un particolare tipo di depositi che registra variazioni annuali nei sedimenti glacio-lacustri.

## Discipline e indirizzi di studio
L'archeozoologia e la paleobotanica indagano i resti faunistici e botanici, allo scopo di ricostruire l'ambiente naturale con il quale gli uomini interagivano. L'archeoastronomia fornisce inoltre un supporto all'indagine con lo studio degli allineamenti astronomici e degli orientamenti delle strutture antiche, a volte ricercati per specifici motivi simbolici, soprattutto nel caso di edifici legati al culto. Le numerose applicazioni del computer, dall'archiviazione e organizzazione dei dati, alle rappresentazioni cartografiche (GIS), alle ricostruzioni virtuali, con utilizzi sia per la ricerca, sia per la presentazione al pubblico, sono oggetto dell'archeologia computazionale. Esiste inoltre l'archeologia musicale che studia i fenomeni musicali dell'età antica. L'archeologia sperimentale tenta infine di riprodurre le condizioni antiche nelle quali gli oggetti sono stati prodotti e si sono successivamente modificati, deteriorati e distrutti, allo scopo di sottoporre a prova sperimentale le ipotesi fatte sulla base dei resti rinvenuti.
Oltre alla chimica e alla fisica, per l'elaborazione delle tecniche di analisi già citate, le indagini archeologiche possono ricevere un utile apporto dalla geologia, per la conoscenza sia delle caratteristiche delle varie pietre da costruzione, delle gemme, dei metalli e leghe metalliche, delle argille, sia dei meccanismi geomorfologici di erosione e di sedimentazione, e ancora per la datazione delle rocce. Un'altra disciplina che fornisce il suo apporto alle indagini archeologiche è la paleontologia o paleobiologia, per lo studio dei resti fossili (con la paleozoologia per i fossili animali, la paleobotanica per quelli vegetali, la palinologia per i pollini fossili e l'antracologia per i resti carbonizzati, e infine la paleoantropologia per i resti fossili umani e lo studio dell'evoluzione dell'uomo): nel loro insieme i cambiamenti ambientali e climatici sono studiati dalla paleoecologia. Numerose sono anche le possibili applicazioni dei metodi statistici all'analisi dei dati.
Molti degli interessi delle discipline bioarcheologiche e archeometriche nel loro insieme costituiscono l'oggetto di studio del metodo interdisciplinare dell'archeologia ambientale. Hanno inoltre tematiche affini e complementari numerose discipline, quali l'antropologia culturale e l'etnologia (per lo studio delle organizzazioni socio-culturali delle comunità umane, dei loro aspetti comportamentali e simbolici e delle loro relazioni con l'ambiente), la paletnologia (per lo studio delle origini e dei movimenti delle popolazioni), la linguistica storica (per lo studio e la diffusione delle lingue), le ricerche di storia dell'arte e naturalmente della storia.